# Mady Cissokho
Pour les articles homonymes, voir Cissokho.
 (octobre 2024).
Mady Cissokho, né le 16 juillet 1930 à Missirah Sirimana (région de Kédougou). Fils de Dialla et Niakhalin. Il est un descendant direct[réf. nécessaire] de Noïa Moussa Cissokho dont les fils Dan Siriman et Dan Manian ont été les fondateurs du royaume du Sirimana.
Dan Siriman et Dan Manian Cissokho sont arrivés au Bélédougou, en libérateurs des populations qui subissaient le despotisme de l'esclave Tobiri qui s'était emparé du pouvoir au détriment des Soumaré, famille régnante. Après que Dan Manian a maté le rebelle Tobiri, Dan Siriman entreprit de chasser les Cissé du Cisséla et conquit leurs terres qui devinrent le royaume malinké du Sirimana. 
Les Cissokho du Sirimana ne sont ni des forgerons ni des griots mais de la lignée de purs nobles mandingues de l'empire du Mandé. 
Mady Cissokho est décédé des suites d'une longue maladie le 29 septembre 1998 à Dakar, Il est diplômé des Services Administratifs et Financiers (SAF) de l'école des Fils de Chef de Saint-Louis du Sénégal. C'est aussi un syndicaliste et homme politique sénégalais qui fut plusieurs fois ministre après l'indépendance. Seul ministre d'État à une époque où il n'y avait pas de premier ministre dans le gouvernement, il assurait aussi l'intérim lorsque le président Senghor était absent. Mady Cissokho est un descendant de la famille régnante du Sénégal Oriental. Il a également été le premier maire de Kédougou.
Il est diplômé de l'École primaire supérieure Blanchot qu'il a fréquenté de 1949 à 1957. En 1956, Mady Cissokho, par réaction contre une décision du Bloc populaire sénégalais (BPS) qu'il jugeait injuste à son encontre, créa l’Union démocratique des ressortissants du Sénégal oriental (UDRSO). À l’occasion des élections territoriales de 1957, Mady Cissokho battit le candidat du BPS de Kédougou, Youssouph Sidibe. Il est officiellement exclu du parti le 19 mars 1957. Ce n’est que plus tard, après plusieurs péripéties, qu'il regagnera le parti.

## Fonctions
- 1954-1957 : Il est secrétaire administratif, puis secrétaire général de la CGT à Tambacounda[4].
- 1956-1957 : Il est secrétaire général des unions CGT du Sénégal et de la Mauritanie. Il est également secrétaire général pour la propagande de la section Tambacounda du BPS[4].
- 1957 : Il est élu comme conseiller territorial à l'âge de 27 ans.
- 1958-1953 : Il est nommé Secrétaire général de Coordination communale de Tambacounda[4].
- 1959-1960: Il est député à l'assemblée législative[4].
- 1960-1973 : Il est député à l'assemblée nationale[4].
- 1960-1965 : Il est conseiller général et président de l'assemblée régionale[4].
- 1961 : Il est élu maire de la nouvelle commune de Kédougou.
- Septembre 1962 : Il est secrétaire général de l'union régionale de l'UPS du Sénégal oriental[4].
- Décembre 1963-Mars 1965 : Il est élu secrétaire du bureau de l'assemblée nationale[4].
- 18 mars 1965 : Ministre des Travaux Publics, de l’Urbanisme et des Transports.
- 1965-1967 : Il est secrétaire politique de l'UPS[4].
- 1967-1972 : Il est secrétaire général de l'UPS[4].
- 1966 : Il est élu maire de la commune de Tambacounda[6],[7].
- 1967-1973 : Il est président de l'association des maires sénégalaise et président de la commission des affaires économique et des finances de l'UPS[4].
- 13 juillet 1968 : Ministre délégué à la Présidence de la République chargé des Travaux Publics, de l’Urbanisme et des Transports
- 1969-1970 : Il est ministre délégué au bureau du président[4].
- Février 1970 : Ministre d’État chargé des Travaux Publics, de l’Urbanisme et des Transports jusqu'au 5 avril 1973